# سازمان اطلاعات موازی
سازمان اطلاعات موازی عنوانی است برای توصیف ارگان‌های امنیتی مانند سازمان اطلاعات سپاه که به موازات وزارت اطلاعات ایران فعالیت می‌کنند.
عبارت «موازی‌کاری» دستگاه‌های اطلاعاتی، اولین‌بار در دوران ریاست جمهوری محمد خاتمی به‌کار برده شد. به نوشتهٔ نشریهٔ پیام امروز پس از دوم خرداد و تا هنگام تعیین کابینه و آغاز به‌کار دولت بخشی از امکانات وزارت اطلاعات به نهادهای زیر نظر سید علی خامنه‌ای همچون دادستانی و حفاظت اطلاعات قوه قضائیه منتقل شده بود.
به گفتهٔ برخی رسانه‌های اصلاح طلب این سازمان متشکل از نهادهای امنیتی است که در سازمان‌های تحت کنترل رهبر از جمله حفاظت اطلاعات سپاه، اطلاعات فرماندهی انتظامی و… قرار گرفته. بر اساس قانون تشکیل وزارت اطلاعات، فعّالیت موازی سازمان‌های دیگر تعطیل شده و تنها این وزارت‌خانه مجاز به انجام اقدامات امنیتی پیرامون شهروندان است.
پیشنهاد اوّلیه سپاه پاسداران، راه‌اندازی یک سازمان اطّلاعاتی مستقل زیر نظر رهبر -همچون ساواک که زیر نظر شخص شاه بود-بود، اما این پیشنهاد مورد تأیید رهبر قرار نگرفت. گفته می‌شود که عزم جناح محافظه‌کار برای تضعیف وزارت اطلاعات، کنار گذاردن آن و راه‌اندازی یک سازمانی اطلاعاتی مستقل باعث شد تا اصلاح‌طلبان از پیگیری آمران قتل‌های زنجیره‌ای صرف نظر کنند.
گرچه رهبر با تأسیس رسمی دستگاه اطلاعات موازی در آن مقطع مخالفت کرد، اما پس از تغییرات بعدی در وزارت اطلاعات که در پی قتل‌های زنجیره‌ای روی داد وی به حمایت از فعالیت غیررسمی دستگاه اطلاعات موازی پرداخت. اختلافات و عدم تفاهم در میان وزارت اطلاعات و سازمان اطلاعات سپاه پاسداران باعث شد تا اولین نشست سراسری مشترک وزارت اطلاعات و سازمان اطلاعات سپاه پاسداران در خرداد ۱۴۰۲ در حرم علی‌بن‌موسی‌الرضا به منظور اجرایی کردن درخواست سید علی خامنه‌ای مبنی بر ایجاد تفاهم و همکاری در تمامی سطوح با حضور دبیر شورای عالی امنیت ملی، فرمانده کل سپاه، وزیر کشور، رئیس دفتر فرماندهی کل قوا، وزیر اطلاعات و رئیس سازمان اطلاعات سپاه تشکیل شود و محمد محمدی گلپایگانی پیام رهبر جمهوری اسلامی ایران را در این نشست خواند.
رئیس کمیسیون امنیت ملی مجلس ششم در مقطعی گفت که تعداد کارکنان دستگاه اطلاعات موازی تنها در تهران برابر کارکنان وزارت اطلاعات در سراسر کشور هست، اما یکی از جداشدگان از این دستگاه معتقد است که به دلیل محدودیت بودجه تعداد پرسنل دستگاه اطلاعات موازی زیاد نیست.

## رهبران
به جز سعید مرتضوی (قاضی سابق دادگاه مطبوعات و دادستان تهران) از الیاس محمودی به عنوان یکی از رهبران دستگاه اطلاعات موازی نام برده شد. وی رئیس حفاظت اطلاعات قوه قضائیه بود و هنگامی‌که ریاست مجتمع قضایی ویژه مفاسد اقتصادی را بر عهده داشت، پس از فرار شهرام جزایری از کار برکنار شد.

## حمایت قضایی
پرسنل این نهادها عمدتاً از اختیارات «ضابط قضایی» بودن بهره‌مند شده و با فراق بال به دستگیری افراد می‌پرداختند.
سعید مرتضوی دادستان تهران حمایت قضایی و حقوقی از این تشکیلات را بر عهده داشت. اگر چه اداره کل امور حقوقی قوه قضائیه در نظریه مشورتی شماره ۵۵۴۹/۷–۲۲/۶/۱۳۸۱ چنین تصریح داشته است «ضابطین دادگستری را قانون تعیین و تعریف نموده است و بدون نص صریح قانون، هیچ مأمور یا نیرویی را نمی‌توان ضابط دادگستری دانست و چون در مورد نیروی حفاظت و اطلاعات دادگستری‌ها (قوه قضائیه) چنین نصی وجود ندارد نمی‌توان آن‌ها را ضابط دادگستری دانست .» ولی برخی مقامات قوه قضائیه در مقطعی طرح تأسیس سازمان‌هایی تحت عنوان «سازمان ضابطین قوه قضاییه کشور» را به مجلس ارائه کرد و تشکیلات دیگری با عنوان «ستاد حفاظت اجتماعی» را زیر نظر شخص هاشمی شاهرودی تأسیس کرد که هدف آن جمع‌آوری اطلاعات از محلات و مناطق مختلف اعلام شده است.

## حمایت مطبوعاتی
معمولاً اعترافات منتسب به دستگیرشدگان پیش از برگزاری دادگاه، در روزنامه کیهان و خبرگزاری فارس منتشر می‌شود. صدا و سیما نیز در پخش اعترافات و حمایت تبلیغاتی از این تشکیلات فعال است.

## اقدامات و پرونده‌های مهم
برخی پروژه‌های مهم به ادعای برخی رسانه‌های اصلاح طلب اجرا شده شامل موارد زیل است:
- پروژه قتل‌عام «پایگاه‌های دشمن» (مقصود مطبوعات اصلاح طلب است)
- پروژه سرکوب «براندازان قانونی» (یعنی ملی مذهبی‌ها)
- پروژه ریشه‌کنی «مفاسد اقتصادی» (که تنها به پرونده شهرام جزایری منحصر شد)
- پروژه «نظرسازی» (پرونده مؤسسه پژوهشی آینده و عباس عبدی)
- پروژه مقابله با «تهاجم فرهنگی» (پرونده سیامک پورزند و سینماگران)
- پروژه مقابله با اغتشاشات خیابانی (سرکوب اعتراضات دانشجویی خرداد و تیر ۸۲ و برخورد با تعدادی از فعالان مطبوعاتی و دانشجویی)
- پرونده ایرج جمشیدی و علیرضا جباری
- تأسیس سایت‌های تغذیه جنگ روانی علیه اصلاحات و اصلاح‌طلبان ایران[۴]

## مجلس هفتم
اصلاح طلبان معتقدند که دستگاه اطلاعات موازی در برگزاری انتخابات مخدوش مجلس هفتم (که طی آن صدها نماینده اصلاح طلب مجلس ششم و عده کثیری از کاندیدها توسط شورای نگهبان رد صلاحیت شده و مجلس در اختیار جناح راست قرار گرفت) دست داشته‌اند.
محمد خاتمی گرچه اقدام خاصی در برابر رد صلاحیت‌های گسترده در مجلس هفتم انجام نداد و انتخابات را با همان وضعیت برگزار کرد، اما تلویحاً به استفاده شورای نگهبان از دستگاه اطلاعات موازی جهت تحقیق پیرامون نامزدها اذعان کرد: «اگر کسی که مسئول نظارت است به دستگاه‌های رسمی کشور که مسئول هستند اعتماد نکند و برای تأمین نظرات خودش، تشکیلات اطلاعاتی موازی درست کند و مسایلی از این دست، ما مشکلات عمده‌ای داریم.»
بیش از یکصد و سی نماینده مجلس در نامه‌ای انتقادی و بی‌سابقه که در سال پایانی فعالیت مجلس ششم منتشر شد به راه‌اندازی دستگاه اطلاعات موازی توسط سازمان‌های تحت امر رهبر اعتراض کرده بودند. گرچه به این نامه پاسخی داده نشد، اما تقریباً همه این نمایندگان در انتخابات مجلس هفتم و (انتخابات بعدی) توسط شورای نگهبان رد صلاحیت شدند.
همچنین در مقاطعی، رسانه‌ها از تصمیم نمایندگان مبنی بر تحقیق و تفحص از دستگاه اطلاعات موازی خبر داند که البته انجام نشد.

## فیلترینگ اینترنت
دستگاه اطلاعات موازی با تهدید شرکت‌های ارائه‌کننده خدمات اینترنتی آنان را وادار به فیلترینگ وبگاه‌های مورد نظر خود (که عمدتاً وبگاه‌های سیاسی و خبری اصلاح طلب یا مخالف نظام است) می‌پرداختند.

## تهدید مطبوعات
بیش از یکصد روزنامه و نشریه توسط دستگاه قضایی و خصوصاً قاضی مرتضوی به استناد به قانون اقدامات تأمینی پیرامون دستگیری اوباش توقیف موقت شده و بارها روزنامه‌نگاران تحت فشار قرار گرفتند.

## پرونده ملی مذهبی‌ها
یکی از پروژه‌های اجرا شده توسط این نهاد دستگیری عده‌ای از نیروهای ملی مذهبی از جمله سخنگوی این این ائتلاف (عزت‌الله سحابی سخنگوی این ائتلاف و مدیر مسئول نشریه ایران فردا) بود. وی پس از مدت‌ها بازداشت طی نامه‌ای جنجالی که بازتاب‌های فراوانی داشت خطاب به سران نظام از آنان خواست تا وی را بکشند تا از شر آزارهای این نهاد خلاص شود.

## شنود وزرای دولت
یکی از جنجالی‌ترین و مهم‌ترین اقدامات دستگاه اطلاعات موازی، گزارش‌هایی است که در ماه‌های پایانی دولت خاتمی پیرامون شنود برخی وزرای دولت از طریق کارگذاردن دستگاه‌های استراق سمع در دفتر کار یا منازل آن‌ها منتشر شد.

## مؤسسه نظرسنجی آینده
انتشار نظرسنجی چند موسّسه از جمله موسّسه آینده در مطبوعات که حاکی از موافقت اکثریت قاطع مردم ایران با مذاکره با آمریکا بود واکنش خامنه‌ای را برانگیخت. وی این نظر سنجی را تقلبی و نظرسازی نامید. پس از آن دستگاه اطلاعات موازی مدیران این مؤسسه از جمله عباس عبدی و قاضیان را بازداشت و آنان را به اتهام‌های مختلفی از جمله جاسوسی متهم ساخت، گرچه فرجام این پرونده پس از ماه‌ها بازجویی و شکنجه دستگیرشدگان، تبرئه از تمامی اتهامات وارده بود.

## راه‌اندازی سایت‌های اینترنتی
دستگاه اطلاعات موازی به جز استفاده از رسانه‌های هم‌سو (خصوصاً روزنامه کیهان و خبرگزاری فارس) اقدام به راه‌اندازی چند سایت اینترنتی نیز کرده بود که با استفاده از استراق سمع و استفاده از اطلاعاتی که از طریق بازجویی به‌دست می‌آورد و آمیختن آن با دروغ به جوسازی علیه منتقدان نظام و اصلاح‌طلبان بپردازد.

## اقدامات خاتمی
محمد خاتمی گرچه با پیگیری قاطع قتل‌های زنجیره‌ای در بدو امر و دستور انتشار بیانیه معروف وزارت اطلاعات (که ارتکاب به قتل‌ها توسط عده‌ای از عناصر این وزارت‌خانه را پذیرفته بود) بارقه امیدی پیرامون دفاع از حقوق بشر ایجاد کرد، اما نه این روند را تا محاکمه کامل عوامل قتل‌ها ادامه داد و نه برخورد جدی با عناصر اخراجی وزارت اطلاعات که دستگاه اطلاعات موازی را بنیان نهادند انجام داد. دستگاه اطلاعات موازی تا پایان دوران خاتمی بدون مانع خاصی به فعالیت خود ادامه داد.
به عبارت دیگر سکوت خاتمی در برابر تشکیل و فعالیت دستگاه اطلاعات موازی، تأثیر پاک‌سازی وزارت اطلاعات توسط محمد خاتمی را بسیار کمرنگ یا تماماً بی‌اثر کرده است. خصوصاً آن‌که برخورداری این دستگاه از حمایت رهبر و فعالیت تحت لوای سازمان‌های منسوب به رهبر امکان هرگونه تحقیق و بررسی و انتقاد از آنان را به صفر رساند و قدرت عمل ایشان را به شدت افزایش داد. تا جایی‌که اصلاح‌طلبان در برابر قتل زهرا کاظمی نتوانستند حتی به اندازه قتل‌های زنجیره‌ای (که در وزارت اطلاعات رخ داده بود) اقدامی انجام دهند.
تنها اقدام علنی خاتمی در برابر دستگاه اطلاعات موازی اعتراف به ناتوانی خود بود: «این وزارتخانه در حالی که باید محور و مدار اطلاعات و امنیت کشور باشد، از وجود دستگاه‌ها و فعالیت‌های موازی رنج می‌برد.»
وی پس از رسوایی ناشی از افشای شکنجه نویسندگان و دست‌اندرکاران وب‌سایت‌های خبری امروز و رویداد (که توسط دستگاه اطلاعات موازی ربوده و شکنجه شدند) باز هم پس از سکوتی طولانی به چند جمله انتقاد بسنده کرد: «حتی اگر ده درصد آنچه که این دوستان ادعا می‌کنند درست باشد، به هیچ وجه متناسب با شان جمهوری اسلامی و نظام عادلانه ما نیست و باید با آن برخورد شود.» و وعده‌های او برای پیگیری پرونده به هیچ سرانجامی نرسید و دستگاه اطلاعات موازی باز هم به فعالیت قاطع خود ادامه داد.

## درگیری داخلی
برخی نمایندگان محافظه‌کار مجلس هفتم اقدام به تحقیق و تفحص از قوه قضائیه کردند. آنان یکی از اهداف خود را برخورد با حفاظت اطلاعات این قوه و بررسی تشکیلات موازی اطلاعاتی اعلام کردند. اما این موضوع به درگیری و رسوایی بی‌سابقه میان آنان و قوه قضائیه و رد و بدل شدن اتهامات بی‌سابقه علیه یکدیگر انجامید و تحقیق و تفحص هم به سرانجامی نرسید.

## بازگشت
پس از روی کار آمدن دولت محمود احمدی‌نژاد و انتصاب دوتن از روحانیون امنیتی وابسته به جناح راست (مصطفی پورمحمدی و غلامحسین محسنی اژه‌ای) به‌عنوان وزرای کشور و اطّلاعات و کنترل مجدد نهادهای اطلاعاتی و امنیتی توسط جناح راست، نقش دستگاه اطلاعات موازی کمرنگ‌تر شد.
در دوران ریاست جمهوری حسن روحانی، از سازمان اطلاعات سپاه و حفاظت اطلاعات قوه قضائیه به عنوان نهادهای اطلاعات موازی نام برده می‌شود.